# ويليام إدوارد ساندرز
ويليام إدوارد ساندرز (بالإنجليزية: William Edward Sanders)‏ هو عسكري نيوزيلندي، ولد في 7 فبراير 1883 في أوكلاند في نيوزيلندا، وتوفي في 14 أغسطس 1917 في المحيط الأطلسي الشمالي.